# Grad Buzet
Grad Buzet är en stad i Kroatien.   Den ligger i länet Istrien, i den västra delen av landet, 160 km väster om huvudstaden Zagreb.